# اواچ‌بی
اواچ‌بی (انگلیسی: OHB SE) شرکت هوافضای آلمانی است، که در سال ۱۹۵۸ تأسیس شد.